# 馬清儀
馬清儀（英語：Jane Ma Ching Yee，1952年9月15日—2017年9月7日），藝名馬菁宜，香港女演員、節目主持及商人，為馬錦燦家族成員和1985年健美小姐競選冠軍；1980至1990年代曾是無綫電視經理人合約藝員。

## 生平
馬清儀出生於富裕家庭，父親為大生銀行創辦人兼東華三院前主席馬錦燦，有一妻三妾；在其十二名子女中排行第六。她曾就讀嘉諾撒聖心學校私立部及嘉諾撒聖心書院，並到西黑文修讀紐黑文大學工商管理（商業管理學）學士兼碩士課程；1976年回流香港後任職翁余阮律師行見習律師，同時擔任保良局總理（1978年3月至1979年3月）和身兼多間公司董事（錦燦有限公司、美國錦燦海外發展有限公司、大聯置業有限公司、兵咸有限公司）。1985年，她以32歲健美中心主管兼老闆身份參加無綫電視舉辦的首屆健美小姐競選，且獲得冠軍、健美韻律操大獎、一輛九萬港元本田思域 III 1500毫升 GT 房車及一份年薪十二萬港元的藝員合約，但因其「富二代」身份而令亞軍林河廷公開質疑賽果造假，遂拒絕封銜和領取獎品；同屆參選者還有梅小惠、劉美娟與何美婷。1987年，她跟美國籍長跑運動員祈賦福（David Griffiths）再婚，除了一起打理天然健康食品生意，另外亦自己經營一間卡拉OK酒廊。
1990年初，馬清儀改藝名馬菁宜，再次簽約成為無綫電視旗下經理人合約藝員；而在1980至1990年代末期間參演過不少電視劇，角色多數是貴婦或刁蠻拜金潑婦，代表作包括《孖仔孖心肝》、《巨人》、《天地男兒》、《天龍八部》、《真情》等。2000年末至2001年1月，她陪伴相戀多時、時任無綫電視製作資源總監趙崇文赴加拿大治病休養，而一起向公司請假，惟雙方分手後於2003年左右獨自回香港生活，只養了八隻狗作伴。2017年3月，她察覺頸部腫脹卻未有特別注意，不久證實患癌，延至同年9月7日在嘉諾撒醫院離世，終年64歲。喪禮以佛教儀式假世界殯儀館低調舉行，而骨灰則安放於清水灣故居內供奉。

## 家庭

### 叔父
- 馬錦煥：馬錦燦一弟；為香港銀行家[31]，曾任香港潮州商會會董及金銀業貿易場監事長[32][33][34]。
- 馬錦釗：馬錦燦二弟；為香港企業家，曾任大生銀行及五洲置業有限公司永遠董事，並創辦華大地產投資有限公司、華大針織廠有限公司、華大時裝有限公司與華亮財務有限公司。[35]
- 馬錦里：馬錦燦三弟；為香港企業家，曾任大生銀行董事，家族持有益佳軒尼詩有限公司及益佳企業有限公司兩間公司，2005年曾就三項物業（軒尼詩道的家族旗艦物業大生商業大廈、上環文咸西街七號及五十號兩個空置地盤）的權益問題引起訴訟。[36]
- 馬錦明，MBE：馬錦燦四弟；為香港企業家，曾擔任保良局主席兼顧問[37]、東華三院總理兼顧問，倡議局外辦學和經常參與公益活動，又冠名開辦多間學校，包括東涌保良局馬錦明夫人章馥仙中學、屯門馬錦明慈善基金馬可賓紀念中學（1997年捐款500萬元資助創校）、粉嶺保良局馬錦明中學，以及將軍澳馬錦明慈善基金馬陳端喜紀念中學等。

### 兄弟姊妹
- 馬清岳：馬錦燦長子；為香港建築師[38]，曾任大生銀行董事、香港筆架山獅子會會長及仁愛堂第一至四屆總理[39][40]，1980年與方松鏗一起成立馬方則師樓有限公司[41]。
- 馬清忠：馬錦燦次子；為香港銀行家，曾任香港聯交所副主席及金銀業貿易場副理事長兼監事長，1971年與胡漢輝一同創立金銀證券交易所，並當過基本法諮詢委員。[42]
- 馬清權：馬錦燦三子；為香港銀行家，曾任東華三院總理[43]，2023年由大生地產常務董事升任行政總裁兼總經理。
- 馬清偉：馬錦燦四子、陳美琪及薛芷倫前夫，曾任東華三院歷屆主席會會董、仁愛堂諮議局委員、香港都會大學資助及發展基金委員會會員等要職，2008年獲法國頒發初級農業功勳勳章，2019年卸任大生銀行主席，並續任大生地產主席兼行政總裁。[44][45]
- 馬清鏗，BBS，JP：馬錦燦五子，曾任大生銀行董事總經理、香港潮州商會暨香港潮屬社團總會會董[44]，並身兼香港中文大學敬文書院院監會成員、嶺南大學榮譽諮議會、醫院管理局慈善基金信託人等要職[44]，2005年起擔任大生地產副主席，2019年由大生銀行副主席升任主席。
- 馬清揚：馬錦燦六子、錢慧儀前夫；為香港企業家，曾任香港潮州商會會董及灣仔中西區工商業聯合會永遠名譽會長[46]，2019年由大生地產董事升任副主席[47]。
- 馬清雯：馬錦燦長女；為香港高級管理人員，1972年獲委任為大生地產執行董事及公司秘書，同時身兼錦燦有限公司董事及大生銀行代理董事，1974年下嫁港澳實業家鍾炳泉長子鍾兆明[48]。
- 馬清秀：馬錦燦次女；為香港銀行家，1991年升任大生地產常務董事，亦身兼錦燦有限公司董事及大生銀行代理董事。[44]
- 馬清強：馬錦燦三女；為香港會計師，1973年下嫁何柱國舅父兼唯一製衣廠有限公司創辦人金燮庭長子金元文[49]，1977年跟足球教練黃應球三子黃興國再婚[50]，1991年升任大生地產常務董事，2013年專注集團海外事務而辭去職務，只留任公司秘書及錦燦有限公司董事[51][52]。
- 馬清敏：馬錦燦五女；為大生地產附屬公司董事[53]，1977年下嫁鱷魚恤創辦人陳俊長子陳少雄[54]。
- 馬清溎：馬錦燦六女；為大生地產附屬公司董事[53]，曾任大生地產執行董事及錦燦有限公司董事[55][56]，2007年因無牌駕駛、沒有第三保而使用車輛、意圖欺詐而使用文件罪被警方起訴[57]。

### 丈夫
- 盧華基：第一任丈夫[4]；是陸羽茶室股東之一盧玉樑長子，1978年成為香港律師會非執業會員[58]，亦為姚黎李律師行合夥人之一[59]，1989至1996年曾任大生地產獨立非執行董事[11]。
- 祈賦福（David Griffiths）：第二任丈夫[5]；美籍長跑運動員，曾任沙田銀禧體育中心行政總裁[60]，1983年完成55天2815公里（從北京天安門廣場出發至灣仔運動場）的慈善長跑，協助香港與內地傷殘運動員赴美參賽[61]。

## 演出作品

### 電視劇
| 首播     | 劇名               | 角色                     |
| 亞洲電視 |                    |                          |
| 1989年   | 夜琉璃             | Minnie（單元：《尋夢》） |
| 無綫電視 |                    |                          |
| 1990年   | 孖仔孖心肝         | 卓 齡                    |
| 1992年   | 火玫瑰             | 汪 晴                    |
| 1992年   | 巨人               | 洪芷欣                   |
| 1992年   | 沖天小子           | 鄭秋萍                   |
| 1993年   | 飛星尋龍           | 殷天愛                   |
| 1993年   | 少年五虎           | 羅玉鳳                   |
| 1993年   | 居者冇其屋         | 童 心                    |
| 1994年   | 新重案傳真         | 王淑珍                   |
| 1994年   | 婚姻物語           | 井 慧                    |
| 1994年   | 笑看風雲           | 邵家慧                   |
| 1995年   | 廉政英雌之火槍柔情 | Crystal                  |
| 1996年   | 天地男兒           | 楊素蘭                   |
| 1996年   | 娛樂插班生         | 高雪花                   |
| 1997年   | 天降財神           | 張人鳳                   |
| 1997年   | 難兄難弟           | 于秀秋                   |
| 1997年   | 天龍八部           | 阮星竹                   |
| 1997年   | 刑事偵緝檔案III    | 董天娜                   |
| 1997年   | 鑑證實錄           | 程潔蓉                   |
| 1998年   | 花木蘭             | 楊柳枝                   |
| 1998年   | 真情               | 范小妮                   |
| 1999年   | 鑑證實錄II         | 田世東前妻               |
| 1999年   | 十三密殺令         | 雲中雁                   |
| 1999年   | 茶是故鄉濃         | 古蓮達                   |
| 1999年   | 洗冤錄             | 夏紀香                   |
| 2000年   | 楊貴妃             | 李 氏                    |
| 2000年   | 雷霆第一關         | 阮麗碧                   |

### 電視節目
| 首播            | 節目名            | 備註     |
| 無綫電視        |                   |          |
| 1985年          | 1985 健美小姐競選 | 參賽者   |
| 1986年          | 明日的世界        | 主持之一 |
| 198？ - 199？年 | 婦女新姿          | 主持之一 |
| 1990年          | 娛樂專門店        | 演出     |
| 1995年          | 歡樂今宵          | 演出     |

### 電影
| 首映   | 電影名     | 角色               |
| 1989年 | 我未成年   | 女童院社工         |
| 1989年 | 說謊的女人 | Penelope           |
| 1989年 | 偷情先生   | Cindy              |
| 1990年 | 救命宣言   | 關護士長           |
| 1990年 | 天師捉姦   | 飄然內衣褲廣告客戶 |
| 1991年 | 雞鴨戀     | 酒吧老闆娘         |

## 外部連結
- 馬清儀在香港影庫上的簡介（页面存档备份，存于）